# Fernando Eiras
Fernando Antônio Alvim Eiras (Rio de Janeiro, 21 de fevereiro de 1957) é um ator e roteirista brasileiro.
É bastante atuante no teatro, além de também atuar no cinema e na televisão, e ganhou prêmios de atuação como o Candango de Melhor Ator em duas edições do Festival de Brasília. É filho de Haroldo Eiras.

## Biografia

Ainda jovem, Fernando Eiras se matriculou na escola de teatro O Tablado, da dramaturga Maria Clara Machado (no centro da imagem).

### Primeiros anos

Ziembinski foi um dos primeiros incentivadores da carreira de Fernando Eiras.

Começa cedo, aos 14 anos, na vida artística, tendo interesse em ser ator desde jovem. Seu pai, o compositor e radialista Haroldo Eiras, o apresenta ao ator e diretor Ziembinski. Ele propõe alguns exercícios de leitura ao jovem Fernando, e recebe aprovação e incentivo para seguir a carreira do mestre, que o aconselha a cursar O Tablado, escola de teatro fundada em 1951 no Rio de Janeiro pela escritora e dramaturga Maria Clara Machado.
Ele fica na escola por três anos, entre 1972 e 1974, período onde participa da remontagem de três peças de Maria Clara, A Volta do Camaleão Alface, onde atua como Maneco, O Embarque de Noé onde interpreta um pinguim e O Boi e o Burro no Caminho de Belém onde atua como um "clown-mendigo". No mesmo periodo, se aproxima de Klauss Vianna, Angel Vianna e do diretor Luiz Mendonça, com quem encena o musical Faça do Coelho, o Rei em 1977.

### Carreira no teatro
Sua estreia profissional acontece em 1976, integrando o coro e interpretando o guarda que toma conta da personagem Branca Dias em O Santo Inquérito, de Dias Gomes. A peça é dirigida por Flávio Rangel, com o qual trabalha novamente em 1977 na peça A Morte de um Caixeiro Viajante, de Arthur Miller, onde trabalha com Paulo Autran, protagonista da peça.
A partir daí, Fernando não para mais de atuar no teatro. Em 1981, faz parte do musical de sucesso Village, de Ira Evans, dirigido por Wolf Maya, onde atua com Louise Cardoso e Guilherme Karan, e volta a trabalhar com o diretor Luiz Mendonça em Barreado, de Ana Elisa Gregori, pela onde atua com Elizabeth Savalla, Germano Filho e Miriam Pires. Em 1982, atua em Flor do Milênio, de Denise Emmer e Sérgio Fonta, com direção de Rubens Corrêa. Ele conheceu Rubens e também Ivan de Albuquerque naquele ano, quando começa a participar do Teatro Ipanema.
Faz parte da peça Mahagonny, de Bertolt Brecht, dirigida por Luís Antônio Martinez Corrêa, em 1986, de Ensaio nº 4 - Os Possessos, dirigida por Bia Lessa, em 1987, e ainda em 1987, faz o antagonista de George Dandin, de Molière, dirigida por Ivan de Albuquerque com Rubens Corrêa, Lídia Brondi, Luiz Maçãs e outros do Teatro Ipanema. Em 1991 e 1992 atua em Uma Estória de Borboletas, peça com texto de Caio Fernando Abreu dirigida por Gilberto Gawronski, e em Bumba-Meu-Boi Modernista, de Sebastião Milaré, em que interpreta o poeta Mário de Andrade.
Retorna aos musicais em 1993 em Nada Além de uma Ilusão, dirigido por Luiz Arthur Nunes, onde interpreta Custódio Mesquita, e em Pixinguinha, já em 1994, de Fátima Valença, dirigido por Amir Haddad. Em 1995, é indicado pela primeira vez ao Prêmio Shell por sua atuação em Noite Feliz, peça dirigida por Flávio Marinho. Faz grande sucesso com a peça As Três Irmãs, de Anton Tchekhov, dirigida por Enrique Diaz em 1999.
É novamente indicado ao Prêmio Shell pelo papel de Mefisto em Fausto, de Goethe, dirigida por Moacir Chaves em 2003. Na peça Ensaio.Hamlet, em 2004, criada pela Companhia dos Atores baseada em obras de Shakespeare, é amplamente aclamado por sua interpretação de vários personagens como Horácio, Polônio, Laertes e Ofélia. Recebe o Prêmio Qualidade Brasil em 2004 por ela.

### Carreira na televisão e cinema
Quando ainda estava começando sua prestigiada carreira teatral, Fernando Eiras também começou a atuar na televisão. Sua primeira telenovela foi Sinal de Alerta, em 1978, na Rede Globo. Nos anos seguintes, participa da Pai Herói, Água Viva, Pátria Minha e outras participações diversas no canal, como na série Você Decide. Fez também trabalhos na Manchete, como Dona Beija, Olho por Olho e Xica da Silva. Em 1995, atuou no filme O Mandarim, seu primeiro longa-metragem, pelo qual foi premiado como Melhor Ator de Cinema no Festival de Brasília.
Em 2005 fez o filme Incuráveis, pelo qual recebeu, dez anos depois do primeiro prêmio, um novo Candango de Melhor Ator de Cinema no Festival de Brasília. No mesmo ano, recebeu o Kikito de Melhor Ator no Festival de Gramado pela atuação no curta Berenice. Em 2006, atuou na novela Páginas da Vida.
Em 2015, interpretou Mário Magalhães, marido de Nise da Silveira, no filme Nise: O Coração da Loucura.
Em 2017, interpretou o economista Winston Fritsch no filme baseado em fatos reais Real: O Plano por Trás da História.
Recentemente, atuou em novelas como Cordel Encantado, Sete Vidas e o remake de Guerra dos Sexos e séries como As Brasileiras. Suas participações mais recentes na televisão foram na telenovela da Globo A Dona do Pedaço, interpretando o Padre Elias, e na série da HBO A Vida Secreta dos Casais.

## Carreira

### Na televisão
| Ano  | Título                                 | Personagem                    | Nota                                    | Emissora      | Ref.         |
| ---- | -------------------------------------- | ----------------------------- | --------------------------------------- | ------------- | ------------ |
| 1978 | Sinal de Alerta                        | Mário                         |                                         | TV Globo      | [ 4 ]        |
| 1979 | Pai Herói                              | Romão                         |                                         | TV Globo      | [ 4 ]        |
| 1980 | Água Viva                              | Alfredo                       |                                         | TV Globo      | [ 4 ]        |
| 1981 | Amizade Colorida                       | Johnson                       | Episódio: Das Dificuldades de Ser Homem | TV Globo      | [ 4 ]        |
| 1982 | Sétimo Sentido                         | Henrique Palmeira             |                                         | TV Globo      | [ 4 ]        |
| 1983 | Eu Prometo                             | Mário José                    |                                         | TV Globo      |              |
| 1983 | Quarta Nobre                           | Armand                        | Episódio: A Dama das Camélias           | TV Globo      |              |
| 1984 | Santa Marta Fabril S.A.                | Gustavo Lopes Aguiar Prado    |                                         | Rede Manchete |              |
| 1984 | Marquesa de Santos                     | Francisco                     |                                         | Rede Manchete |              |
| 1986 | Dona Beija                             | Gaudêncio                     |                                         | Rede Manchete |              |
| 1986 | Tudo ou Nada                           | Dodô                          |                                         | Rede Manchete |              |
| 1988 | Olho por Olho                          | Rodrigo                       |                                         | Rede Manchete | [ 4 ]        |
| 1990 | Fronteiras do Desconhecido             | Müller                        | Episódio: "O Resgate"                   | Rede Manchete |              |
| 1990 | Teletema                               | Jorge (Iaiá Garcia)           |                                         | TV Globo      |              |
| 1992 | Você Decide                            | —                             | Episódio: Compulsão                     | TV Globo      | [ 4 ]        |
| 1993 | Agosto                                 | José Silva                    |                                         | TV Globo      | [ 4 ]        |
| 1994 | Pátria Minha                           | Dirceu                        |                                         | TV Globo      | [ 4 ]        |
| 1996 | Xica da Silva                          | Dom Luís Felipe Cabral        |                                         | Rede Manchete | [ 4 ]        |
| 1999 | Tiro e Queda                           | Basílio                       |                                         | RecordTV      | [ 4 ]        |
| 2000 | Você Decide                            | Murilo                        | Episódio: Pré-datado                    | TV Globo      | [ 4 ]        |
| 2001 | O Direito de Nascer                    | Dom Alfredo Villareal Martins |                                         | SBT           | [ 4 ]        |
| 2006 | Páginas da Vida                        | Rubens                        |                                         | TV Globo      | [ 4 ]        |
| 2010 | Dalva e Herivelto - uma Canção de Amor | Francisco Alves               |                                         | TV Globo      | [ 4 ]        |
| 2010 | As Cariocas                            | Walther                       | Episódio: A Desinibida do Grajaú        | TV Globo      | [ 4 ]        |
| 2011 | Cordel Encantado                       | Baltazar                      |                                         | TV Globo      | [ 4 ]        |
| 2011 | Lara com Z                             | Everardo Lopes                |                                         | TV Globo      | [ 4 ]        |
| 2012 | As Brasileiras                         | Edemar                        | Episódio: "A Venenosa de Sampa"         | TV Globo      |              |
| 2012 | Dercy de Verdade                       | Pascoal                       |                                         | TV Globo      |              |
| 2012 | Guerra dos Sexos                       | Dino Carneiro                 |                                         | TV Globo      |              |
| 2014 | Sessão de Terapia                      | Evandro Mendes                |                                         | GNT           | [ 10 ]       |
| 2015 | Sete Vidas                             | Renan                         |                                         | TV Globo      | [ 11 ]       |
| 2015 | Verdades Secretas                      | Maurice Argent                |                                         | TV Globo      | [ 4 ]        |
| 2017 | Sob Pressão                            | Nelson Sedotti                | Episódio: "29 de agosto"                | TV Globo      | [ 4 ]        |
| 2018 | Orgulho e Paixão                       | Dom Alfredo Villareal Martins |                                         | TV Globo      | [ 4 ]        |
| 2019 | Terrores Urbanos                       | Müller                        | Episódio: "A Gangue dos Palhaços"       | RecordTV      | [ 12 ]       |
| 2019 | A Dona do Pedaço                       | Padre Elias                   |                                         | TV Globo      | [ 13 ] [ 7 ] |
| 2019 | A Vida Secreta dos Casais              | Jorge Navarro                 |                                         | HBO Brasil    | [ 4 ]        |
| 2021 | Um Lugar ao Sol                        | Teodoro Muniz                 |                                         | TV Globo      | [ 14 ]       |

### No cinema
| Ano  | Título                                 |                | Papel                    | Ref.   |
| ---- | -------------------------------------- | -------------- | ------------------------ | ------ |
| 2018 | Cano Serrado                           | Longa-metragem | Marcos Sá                | [ 15 ] |
| 2017 | Real - O Plano Por Trás da História    | Longa-metragem | Winston Fritsch          | [ 4 ]  |
| 2016 | Beduíno                                | Longa-metragem | Beduíno                  | [ 4 ]  |
| 2015 | Nise: O Coração da Loucura             | Longa-metragem | Mário Magalhães          | [ 4 ]  |
| 2014 | Getúlio                                | Longa-metragem | José Soares Maciel Filho | [ 4 ]  |
| 2013 | Nise da Silveira - Senhora das Imagens | Longa-metragem | Mário Magalhães          | [ 4 ]  |
| 2008 | Mulheres, Sexo, Verdades, Mentiras     | Longa-metragem | Mário                    | [ 4 ]  |
| 2007 | Carlos Oswald - O Poeta da Luz         | Longa-metragem |                          | [ 4 ]  |
| 2005 | Incuráveis                             | Longa-metragem | O Homem                  | [ 4 ]  |
| 2005 | Berenice                               | Curta-metragem | Egeu                     | [ 4 ]  |
| 2004 | Quase dois irmãos                      | Longa-metragem | Pai de Miguel            | [ 4 ]  |
| 2003 | Filme de amor                          | Longa-metragem | Gaspar                   | [ 4 ]  |
| 2001 | Dias de Nietzsche em Turim             | Longa-metragem | Friedrich Nietzsche      | [ 4 ]  |
| 1998 | Policarpo Quaresma, herói do Brasil    | Longa-metragem | Armando Borges           | [ 4 ]  |
| 1995 | O Mandarim                             | Longa-metragem | Mário Reis               | [ 4 ]  |

### No teatro
- Terrenal: Pequeno Mistério Ácrata
- Os Realistas
- O Grande Circo Místico
- O Outro Van Gogh
- In On It
- Um Dia, no Verão
- Um Brasileiro Chamado Carlos Gomes

- Um dia, no verão, de Jon Fosse
- Ópera do Malandro (musical)
- Hamlet, de Shakespeare
- Ensaio.Hamlet, de Shakespeare
- Fausto, de Goethe
- As Três Irmãs, de Tchekhov
- Mahagony, de Bertolt Brecht
- George Dandan Moliére, de Shakespeare
- Estoria de Borboletas, de Caio Fernando Abreu
- Os Pocessos, de Dostoiévski
- A Noviça Rebelde (musical), de Charles Möeller e Claudio Botelho[3][4]

## Premiações
Festival de Brasília
- Candango de Melhor Ator por Incuráveis (2005)[4]
- Candango de Melhor Ator por O Mandarim (1995)[4]

Prêmio Qualidade Brasil
- Melhor Ator teatral drama por Ensaio.Hamlet[4][2]

Prêmio Shell
- Melhor Ator pela por In on It (2010)[4]

Festival de Gramado
- Kikito de Melhor Ator pelo curta Berenice (2005)[4]